# Flottans IF Karlskrona
Flottans IF Karlskrona (IF = Idrottsförening, deutsch: Sportverein) ist ein schwedischer Sportverein aus Karlskrona.
Der 1920 gegründete Verein ist vor allem für seine Handballabteilung bekannt. Die Herren-Mannschaft war als schwedischer Meister im Hallenhandball des Jahres 1932 der erste Meister in der ersten und ältesten Hallenhandball-Landesmeisterschaft der Welt, war also der weltweit erste Landesmeister im Hallenhandball.
Aktuell spielt die erste Damen-Mannschaft in der Division 2, die Herren in der Division 4.